# Herfrid Kier
Herfrid Kier (* 6. Mai 1935 in Berlin) ist ein österreichischer Historiker und ehemaliger Künstlerischer Direktor der deutschen Tochterfirma der britischen Schallplattenfirma EMI.

## Leben
Als Sohn des österreichischen Völkerrechtsexperten Herbert Kier (1900–1973) verbrachte er seine Kindheit und Jugend in Berlin, Budweis, Linz/Donau und Graz. Nach seiner Matura in Graz 1956, wo er auch seine Musikausbildung (Horn, Klavier und Musiktheorie) am Steiermärkischen Landeskonservatorium, heute Universität für Musik und darstellende Kunst Graz erhalten hat, folgte ein Studium der Musikwissenschaft, Germanistik, Neuere Geschichte, Psychologie und Kunstgeschichte an der Universität Wien, das Kier an der Universität Köln, wohin er als Stipendiat der Deutschen Regierung gekommen war, 1967 mit der Promotion zum Dr. phil. und der Dissertation „Raphael Georg Kiesewetter 1773–1850. Wegbereiter des musikalischen Historismus“ abschloss.
Kier hatte bereits in Wien nebenberuflich journalistisch gearbeitet und begann das Studium unterbrechend 1959 als Textredakteur seine spätere Laufbahn bei den Electrola und Carl Lindström Gesellschaften, Tochterfirmen des britischen Schallplattenkonzerns EMI. 1960 mit der Leitung der Presseabteilung betraut war er Sprecher der Geschäftsleitung und blieb in dieser Funktion bis 1969. In diese Zeit fällt die publizistische Unterstützung und Tourneebetreuung ausgewählter Interpreten sowohl auf dem Sektor der Klassischen Musik und des Kabaretts (u. a. Daniel Barenboim, Maria Callas, Georg Kreisler, Topsy Küppers, Yehudi Menuhin, Nathan Milstein, Jacqueline du Pré, Hermann Prey, Helmut Qualtinger, Mstislav Rostropovich, Anneliese Rothenberger, Alexis Weissenberg) als auch auf dem Sektor der Unterhaltungsmusik (u. a. Adamo, Beach Boys, Gilbert Becaud, Heino, Howard Carpendale, Marlene Dietrich, Cornelia Froboess, Gitte Haenning) sowie zusammen mit der Zeitschrift Bravo die Organisation der einzigen Beatles-Tournee durch Deutschland 1966.
1969 folgte der Aufbau einer Marketing-Abteilung für Klassische Musik der EMI Electrola. In der Funktion eines Hauptabteilungsleiters Repertoire und Marketing für Klassische Musik war er bis Anfang 1989 für das Unternehmen tätig. In dieser Zeit hatte er die Verantwortung für über 5.000 Tonträger-Veröffentlichungen, darunter teilweise neu konzipierte Serien, wie Junge Künstlergeneration, Musica Praeclassica, Reflexe - Stationen Europäischer Musik, Dacapo, sowie einer eigenen Reihe für Zeitgenössische Musik. Seit 1969 war er Mitglied des International Classical Repertoire Committee (ICRC) der EMI. 1980 übernahm Kier die zusätzlichen Aufgabe eines Classical Marketing Supervisor Central Europe bis 1982; danach war er in dieser Funktion nur noch für die Bundesrepublik Deutschland, Österreich, die Schweiz und die Benelux-Länder zuständig, da mit der 1982 erfolgten Ernennung zum Künstlerischen Direktor für das Klassische Repertoire der deutschen EMI Gesellschaft ihm auch diese Aufgaben zusätzlich übertragen wurden.
Der persönliche Schwerpunkt in dem neuen Aufgabengebiet lag in seinem Bemühen um eine Stärkung und Durchsetzung junger deutscher und österreichischer Interpreten innerhalb des weltweit agierenden britischen Medienkonzernes EMI, darunter das Cherubini-Quartett, die Klarinettistin Sabine Meyer, der Bass Thomas Quasthoff, der Cellist Heinrich Schiff, der Pianist Christian Zacharias, der Geiger Frank Peter Zimmermann und die Bratschistin Tabea Zimmermann. Daneben lag ihm aber auch an der Förderung junger ausländischer Interpreten bei deutschen Produktionen unter anderem des kubanischen Gitarristen Manuel Barrueco, der amerikanischen Sopranistin Barbara Bonney und des amerikanischen Tenors Robert Gambill.
Im Juni 1989 zum Director Classical A&R Europe der EMI und Stellvertreter des Vice-President Classical A&R Worldwide unter Beibehaltung der Verantwortung für die künstlerischen Produktion der deutschen EMI Gesellschaft ernannt, verließ er wegen unterschiedlicher Auffassungen und mangelnden Kompetenzabgrenzungen kurze Zeit später im Jahr 1990 das Unternehmen.
Nach dem Ausscheiden aus der Tonträgerindustrie wandte Kier sich freiberuflichen Tätigkeiten zu. Bereits 1989 wurde er Dozent an der Hochschule für Musik und Theater Hamburg für den neu eingerichteten Studiengang Kulturmanagement, an dessen Entwicklung er seit 1985 in einem Expertenkreis des Bundesministeriums für Wissenschaft und Forschung entscheidend mitgewirkt hatte. 1992 bis 1994 war er ebenfalls für den Bereich Kulturmanagement Dozent an der Verwaltungs- und Wirtschafts-Akademie in Köln.
Kier übernahm von 1990 bis 2007 einen Lehrauftrag am Musikwissenschaftlichen Institut der Universität Köln mit dem Schwerpunkt Musikvermittlung in den Medien und Musikberufe sowie Repertoirekunde. 1994/95 war ihm zusätzlich einen Lehrauftrag am Institut für Musik- und Theaterwissenschaften an der TU Dresden mit Vorlesungen und Seminaren zum Thema „Die Bedeutung der Medien für die Musikwissenschaft“ erteilt worden.
Daneben standen gutachterliche Tätigkeiten, so eine umfangreiche Expertise zur qualitativen Beurteilung und kommerziellen Bewertung des Repertoires der Schallplattenfirma Supraphon für die geplante Privatisierung dieses tschechischen Staatsunternehmens; ferner Expertisen für Gerichtsprozesse in Tonträgerfragen, sowie Beratungen von Interpreten bei Vertragsabschlüssen.
Seit 1959 ist er mit der Kunsthistorikerin Hiltrud Kier, geb. Arnetzl, verheiratet. Der Ehe entstammen vier Kinder.

## Auszeichnungen und Ehrungen
- 2005 – Leading Educater of the World ausgezeichnet vom International Biographical Centre, Cambridge

## Publikationen (Auswahl)

### Themenbereich Musik und Musikgeschichte
- Sergei Sergejewitsch Prokofjew als Ballettkomponist. In: Fono Forum H.6/1959
- Engel und Hund. Das Angel-Etikett wieder auf dem deutschen Schallplattenmarkt. In: Hi-Fi-Stereophonie H.9/1963
- EMI stoppt Exklusiv-Verträge für Klassik-Künstler. In: Musikmarkt H.5/1964
- Anton Friedrich Justus Thibaut (1772-1840). In: Musica sacra H.7/1965
- Das Grammophon-Museum der Firma Electrola-Lindström GmbH in Köln. In: Mitteilungen der Industrie- und Handelskammer Köln H.11/1968
- Raphael Georg Kiesewetter (1773-1850). Wegbereiter des musikalischen Historismus. Regensburg 1968 = Studien zur Musikgeschichte des 19. Jahrhunderts, Bd.13
- Simon Sechter (1788-1867). In : Musica Sacra H.1/1968
- Kiesewetters historische Hauskonzerte. Zur Geschichte der kirchenmusikalischen Restauration in Wien. In: Kirchenmusikalisches Jahrbuch 1968
- Musikalischer Historismus im vormärzlichen Wien. In: W. Wiora: Die Ausbreitung des Historismus über die Musik, Regensburg 1969 = Studien zur Musikgeschichte des 19. Jahrhunderts, Bd.14
- Langspielplattenproduktion in der Bundesrepublik Deutschland. Kulturelle und kommerzielle Entwicklungstendenzen. In: Musik und Gesellschaft H.7/8, Karlsruhe 1970
- Repertoire und Publikum der Schallplatte. In: Musik und Gesellschaft H.10/11, Karlsruhe 1971
- Thesen zum Thema des Verhältnisses von Jugend und Schallplatte. In: Communications H.1/1977
- Wilhelm Furtwängler. Erbe und Verpflichtung. In: Orpheus H.3 u. H.4/1986
- Als käme der Messias. In: Hgg. Jutta Schall-Emden: Weder Pauken noch Trompeten. Für Yehudi Menuhin, München 1991, 56–60.
- Kiesewetter, Raphael Georg. In: Musik in Geschichte und Gegenwart, Personenteil Bd. 10, 87–91, Kassel 2003
- Der fixierte Klang. Zum Dokumentarcharakter von Musikaufnahmen mit Interpreten Klassischer Musik. Köln 2006
- The Lindström AG between the world economic crisis and the merger with EMI Electrola. In: The Lindström Project. Contributions to the history of the record industry, Vol. 1, Wien 2009, 27–39.
- “Patiently smiling …” Richard Tauber and Franz Lehar: a dream team on stage, in film and the Lindström recording studio. In: The Lindström Project. Contributions to the history of the record industry, Vol. 2, Wien 36–41; deutsch: 42–47.
- Raphael Georg Kiesewetter, Ahnherr der modernen Musikwissenschaft. In: Raphael Georg Kiesewetter, Geschichte der europäisch-abendländischen Musik (Reprint Leipzig 1846), WBG Darmstadt 2010, V-XX.
- Lotte Lehmann, Lyrikerin der Gesangskunst. Eine kritische Betrachtung ihrer Odeon-Aufnahmen. In: The Lindström Project. Contributions to the history of the record industry, Vol. 3, Wien 2011, 31–39
- How Emil Berliner has gone to the dogs. In: The Lindström Project. Contributions to the history of the recording industry, Vol. 4, Wien 2012, 25–32

### Sonstige Themenbereiche
- Die „Affäre Wengler“. Ein Beitrag zur Geschichte des Völkerrechtsinstitutes der Kaiser-Wilhelm-Gesellschaft zur Zeit des Nationalsozialismus. In: Jahrbuch der Juristischen Zeitgeschichte, Bd. 14 (2013), ISSN 1869-6899, S. 168–211.
- In sudetendeutscher Mission. Zur Rolle des Staats- und Völkerrechtlers Herbert Kier während der Sudetenkrise 1938. In: Jahrbuch der Juristischen Zeitgeschichte, Bd. 15, (2014), ISSN 1869-6899, S. 66–177.
- Herbert Kier (1900-1973). Ein deutschösterreichischer Völkerrechtler. In: Jahrbuch der Juristischen Zeitgeschichte, Bd. 16 (2015), ISSN 1869-6899, S. 269–326.